# Opisoplatia grandis
Opisoplatia grandis är en fjärilsart som beskrevs av Jordan 1907. Opisoplatia grandis ingår i släktet Opisoplatia och familjen bastardsvärmare. Inga underarter finns listade i Catalogue of Life.